# 11. század
Évtizedek: 1000-es évek – 1010-es évek – 1020-as évek – 1030-as évek – 1040-es évek – 1050-es évek – 1060-as évek – 1070-es évek – 1080-as évek – 1090-es évek
A 11. század az 1001 és 1100 közötti éveket foglalja magába.

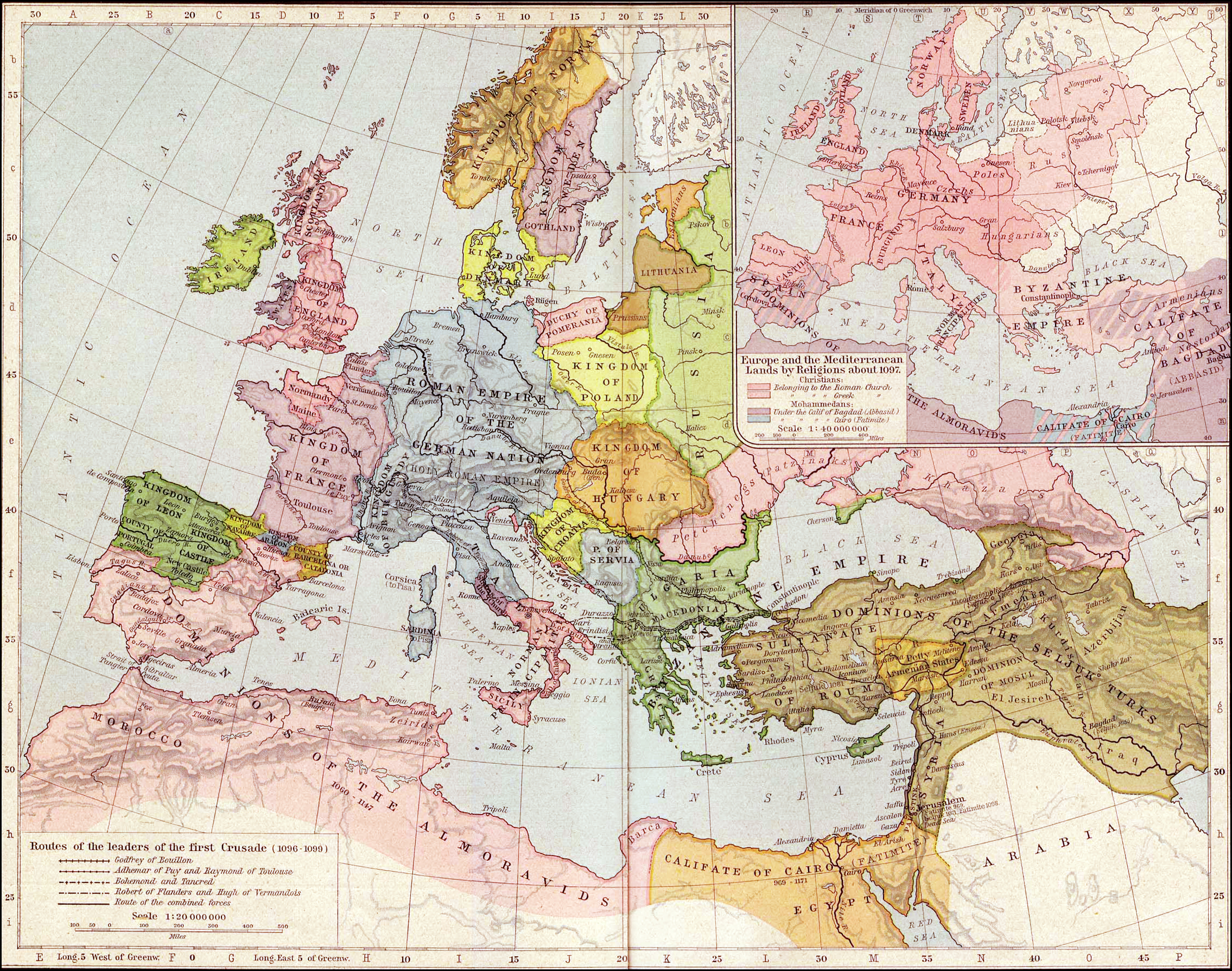
Európa a 11. század végén (angol nyelvű)

## Események

### Magyar Királyság
- I. (Szent) István uralkodása Magyarországon (1000–1038)
  - 1000: Az esztergomi érsekség megalapítása
  - a feudalizmus (hűbéri rendszer) és a keresztény egyházi szervezet megalapítása.
- Orseolo Péter (1038–1041)
- Aba Sámuel (1041–1044)
- Orseolo Péter (1044–1046) (másodszor)
  - 1045 – 1046: A Vata vezette pogánylázadás
- I. András (1046–1060)
  - 1055: A tihanyi bencés apátság alapítása
- Bajnok Béla (1060–1063)
- Salamon (1063–1074)
  - 1068: A besenyők betörése Magyarországra, végigpusztítják a Maros és a Szamos völgyét, végül a király a cserhalmi csatában döntő vereséget mér rájuk.
  - 1071: Nándorfehérvár és Szerém vára magyar fennhatóság alá kerül.
- I. Géza (1074–1077)
- Szent László (1077–1095)
  - 1091: I László átkel a Száván és Horvátországot a dalmát határig meghódítja. Horvátország magyar fennhatóság alá kerül.

A Bizánci Birodalom 1025-ben (német nyelvű)

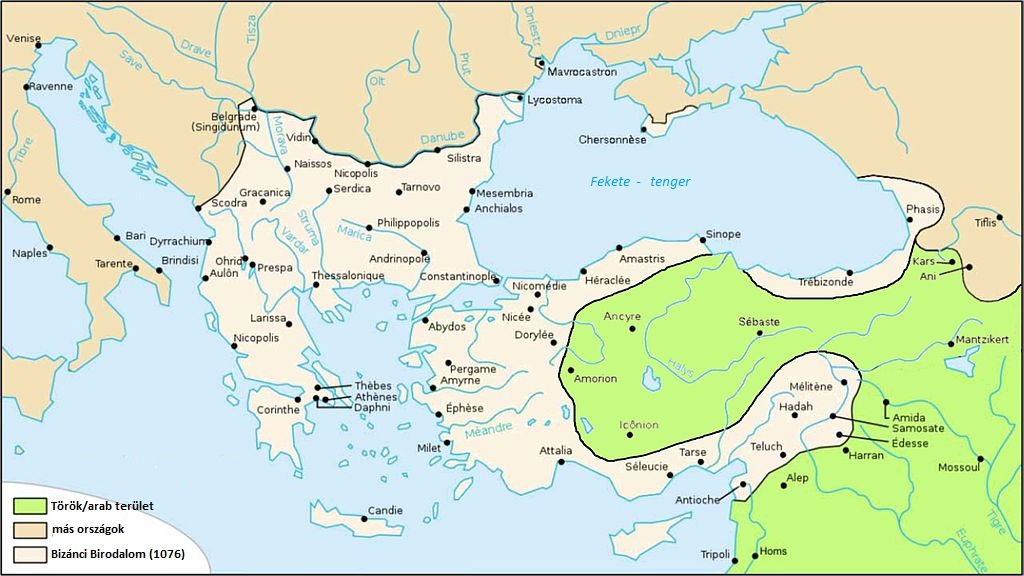
A Bizánci Birodalom 1076-ban

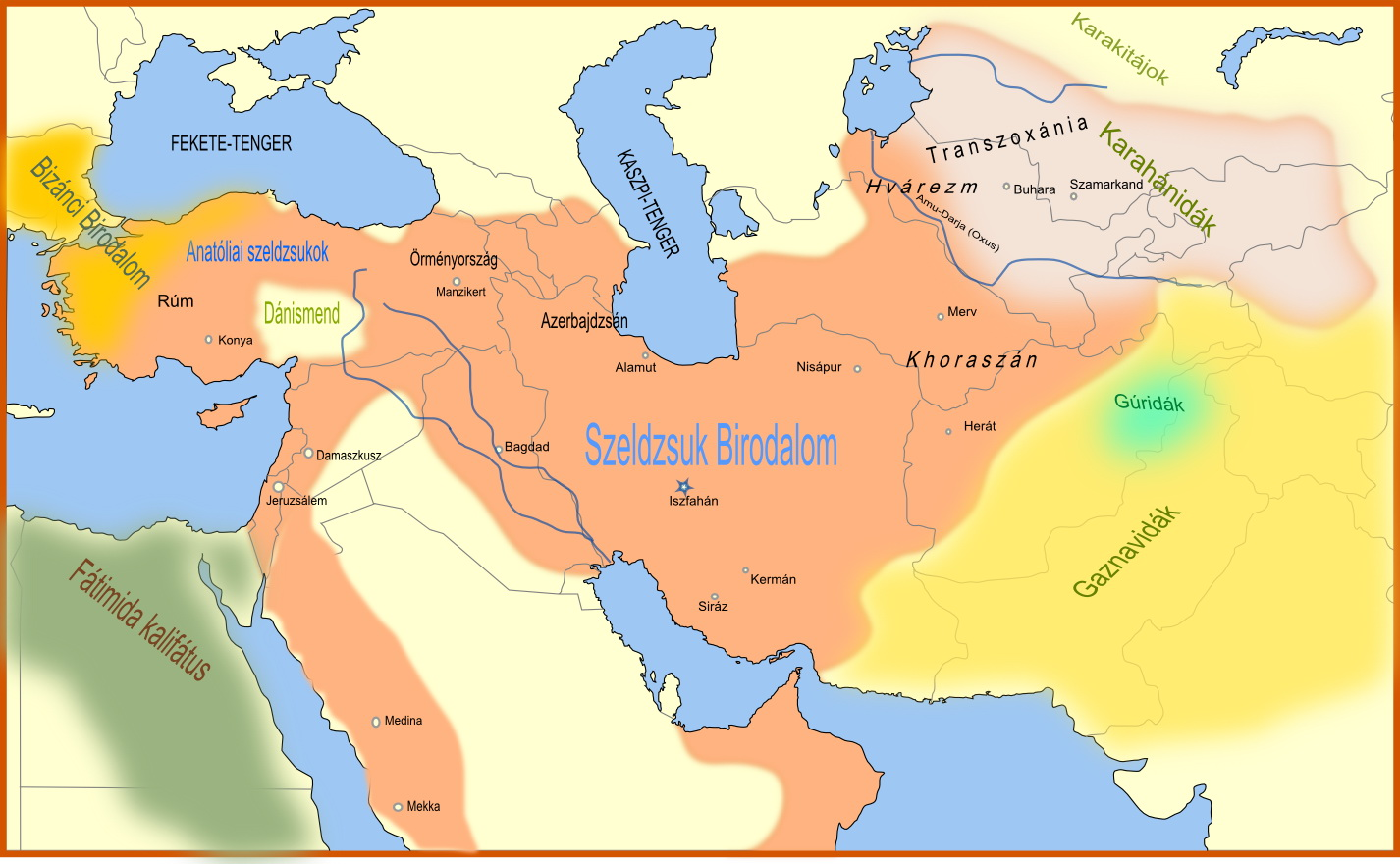
A Szeldzsuk Birodalom a század végén

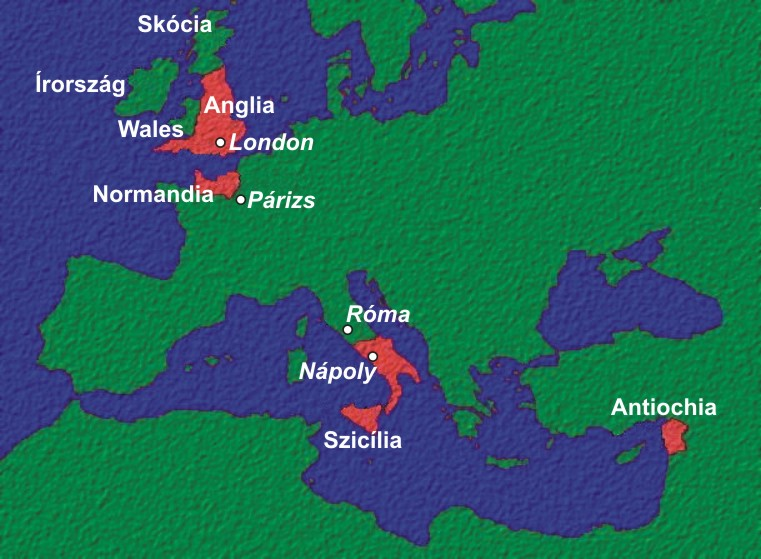
A normannok által legyőzött területek a 11. században

- Könyves Kálmán (1095–)

### Európa és környéke
- II. Baszileiosz alatt (976–1025) az újjáéledt Bizánci Császárság hatalma tetőpontján áll
  - 1001-1018 között: a császár befejezi a Balkán-félsziget meghódítását; 1018-ban a Bolgár Birodalom megszűnik
  - Oroszországban a görög kereszténység jut uralomra
- Boleszláv lengyel fejedelem (992-1025) befejezi a lengyel törzsek egyesítését, megvédi függetlenségét Németországgal szemben
- 1000 körül: A vikingek Leif Eriksson vezetésével kis települést hoznak létre Észak-Amerikában, Labrador környékén (→ Amerika viking felfedezése)
- 1002: Az Angliában élő dánok lemészárlása maga után vonja I. Svend dán király bosszúhadjáratát (1003)
  - Anglia 1017-re teljesen dán uralom alá kerül
- 1002-1024: II. Henrik császár. Itáliában sikerül elismertetnie a német fennhatóságot, de a lengyelekkel folytatott hosszú háborúja 1018-ban Lausitz elvesztését eredményezi. Vele kihal a 919 óta uralkodó szász dinasztia.
- 1014-1035: A dán II. (Nagy) Knut (Kanut) hatalmas északi birodalmat hoz létre, amelybe Anglián és Dánián kívül (1028-tól) Norvégia is beletartozik. Hódításai rövid életűek, de Dánia az egész középkoron át a skandináv országok legerősebbike marad.
- 1025 – II. Baszileiosz császár halála után a Bizánci Birodalom válságba jut
- 1024-1039: II. Konrád német-római császár, a Száli-dinasztia megalapítója. A lengyeleket hűbéri függésbe kényszeríti. 
  - 1033-ban örökségképpen megszerzi a Burgundiai Királyságot, amely ettől fogva a 14. századig névleg a német-római birodalom tartozéka, valójában független hűbéresek kezén oszlik meg.
- 1019-1054: Bölcs Jaroszláv kijevi nagyfejedelem alatt virágkorát éli a kora feudális orosz állam
- 1035: A milánói polgárság fellázad az érsek uralma ellen. Ez tekinthető a lombardiai városi mozgalom kezdetének. A század végére a városok lerázzák püspökeik uralmát és kivívják önkormányzatukat.
- 1039-1056: III. Henrik alatt a Német-római Császárság hatalma tetőpontján
  - A sutri zsinaton (wd) (1046) véget vet a pápai trón körüli botrányoknak, és a clunyi mozgalom szellemében az egyház reformját tűzi ki célul. A reform hamarosan túlnő a császár eredeti elképzelésein.
- 1042 – a dél-itáliai normann uralom kezdete
  - A hódítás vezéralakja Guiscard Róbert, aki Bizánc elfoglalására is kísérletet tesz
- 1054 – nagy egyházszakadás
  - Kialakul a nyugati katolikus és a keleti ortodox egyház.
- 1060 körül: a török nomád kunok birtokukba veszik a kelet-európai sztyeppéket, kiszorítva onnan a besenyőket és az úzokat
- 1066 – Hastingsi csata – a normannok leigázzák Angliát → az angol-normann feudális állam megalapítása (→ Hódító Vilmos)
- 1069 – A Le Mans-i kommuna (önkormányzattal rendelkező közösség) megalakulásával kezdetét veszi a városok mozgalma Észak-Franciaországban, majd 1073-1074-ben a wormsi és kölni polgárok felkelésével a Rajna völgyében is
- 1071 – Manzikerti csata: a szeldzsuk törökök győzelme a bizánci csapatok felett
  - 1078-tól szeldzsuk-török uralom Kis-ázsiában
- 1073–1085: VII. Gergely pápasága.
  - A pápa a clunyi reformon túlmenő programmal lép fel: a világi hatalom alávetése az egyháznak
  - 1075 – Az invesztitúraharc kezdete VII. Gergely és IV. Henrik között.
  - 1077 – A Canossa-járás: IV. Henrik vezekel VII. Gergely pápa előtt
- 1081 – I. Alexiosz lesz a bizánci császár. Visszaveri a normannok, besenyők és szeldzsukok támadását, és feudális intézmények fejlesztésével megszilárdítja a birodalmát.
- 1095 – A clermonti zsinat.
- 1096 – Megindul az első keresztes hadjárat "a szentföld felszabadításáért".
  - 1099 – Az első keresztes hadjárat során elfoglalják Jeruzsálemet.

### Tudomány és technika
- 1088: A Bolognai Egyetem alapítása Itáliában
- Avicenna, perzsa orvos elkészíti a betegségek és okozóik osztályozását. Műve később a középkori európai orvostudomány alapja lesz.

### Kultúra
- I. István bevezeti Magyarországon a keresztény időszámítást 1001-ben, megkoronázását követően, amelynek időpontja az új időszámlálás szerint 1000. december 25-én volt.
- 1050-1175: A román stílus legjellegzetesebb emlékei Dél- és Nyugat Európában
- A század közepén épül a pécsi székesegyház

### Ember és környezete
- Felmelegedési periódus csúcspontja a Földön (a mainál 1-2 °C-kal magasabb átlaghőmérséklet) (→ Klímatörténet: Középkori meleg periódus)

## Híresebb emberek

### Uralkodók, hadvezérek
- I. István, Magyarország első királya
- Hódító Vilmos, angol király
- Macbeth, skót hadvezér
- Alp Arszlán, szeldzsuk-török szultán
- Togril bég, a Nagyszeldzsuk Birodalom egyik megalapítója
- II. Baszileiosz bizánci császár (a Bizánci Birodalom virágzása)

Lásd még: Államok vezetőinek listái

### Egyházi személy
- VII. (Szent) Gergely pápa
- II. Orbán pápa
- Canterburyi Szent Anzelm (1033 – 1109), teológus, filozófus

### Egyéb
- Avicenna (980 – 1037), perzsa polihisztor

## Évtizedek és évek
Megjegyzés: A tizenegyedik század előtti és utáni évek dőlt betűvel írva.
| 990-es évek  | 990  | 991  | 992  | 993  | 994  | 995  | 996  | 997  | 998  | 999  |
| 1000-es évek | 1000 | 1001 | 1002 | 1003 | 1004 | 1005 | 1006 | 1007 | 1008 | 1009 |
| 1010-es évek | 1010 | 1011 | 1012 | 1013 | 1014 | 1015 | 1016 | 1017 | 1018 | 1019 |
| 1020-as évek | 1020 | 1021 | 1022 | 1023 | 1024 | 1025 | 1026 | 1027 | 1028 | 1029 |
| 1030-as évek | 1030 | 1031 | 1032 | 1033 | 1034 | 1035 | 1036 | 1037 | 1038 | 1039 |
| 1040-es évek | 1040 | 1041 | 1042 | 1043 | 1044 | 1045 | 1046 | 1047 | 1048 | 1049 |
| 1050-es évek | 1050 | 1051 | 1052 | 1053 | 1054 | 1055 | 1056 | 1057 | 1058 | 1059 |
| 1060-as évek | 1060 | 1061 | 1062 | 1063 | 1064 | 1065 | 1066 | 1067 | 1068 | 1069 |
| 1070-es évek | 1070 | 1071 | 1072 | 1073 | 1074 | 1075 | 1076 | 1077 | 1078 | 1079 |
| 1080-as évek | 1080 | 1081 | 1082 | 1083 | 1084 | 1085 | 1086 | 1087 | 1088 | 1089 |
| 1090-es évek | 1090 | 1091 | 1092 | 1093 | 1094 | 1095 | 1096 | 1097 | 1098 | 1099 |
| 1100-as évek | 1100 | 1101 | 1102 | 1103 | 1104 | 1105 | 1106 | 1107 | 1108 | 1109 |